# Château de Ligones
Le château de Ligones  (parfois orthographié Ligonne) est un château situé sur la commune de Lezoux, dans le département du Puy-de-Dôme. Il fut édifié dans un parc de 115 hectares, sous le règne de Louis XIV et totalement détruit en 1794.
Le souvenir d'un des fleurons de l'architecture de la Basse-Auvergne, qui n'a vécu qu'une centaine d'années, nous est parvenu grâce à trois documents principaux : un relevé de la façade exécuté vers 1760 par l'architecte Antonio Galli da Bibiena, une description rédigée par l'historien clermontois Jacques-Antoine Dulaure en 1784 et un plan complet de l'ensemble château et parc.

## Historique
La terre de Ligones se trouve à deux kilomètres de la petite ville de Lezoux en Basse-Auvergne. En 1560 elle se trouvait dans l'apanage de Marguerite de Valois, qui en fait don en 1606 au dauphin Louis XIII.
Louis XIV, par lettres patentes du 22 novembre 1661, abandonne la seigneurie de Lezoux à Jean Ribeyre seigneur de Fontenilles, membre d'une opulente famille de Clermont-Ferrand, en échange de la moitié d'une maison qu'il possédait à Paris près du Louvre.
Jean Ribeyre, seigneur de Fontenilles et de Lezoux (sans postérité), vendit le château et la terre de Ligones par acte notarié du 16 mars 1683 à Claude de Chazerat (1636-1722), ingénieur ordinaire du Roy, directeur en chef des fortifications de Flandres. Une note marginale de l'acte de vente stipule que le prix d'achat de 45.000 livres n'a été consenti que pour faciliter la vente par Jean Ribeyre, de la terre et seigneurie de Seychalles à monsieur de Chazerat, qui sans cela n'aurait pas été faite (sic).
Depuis cette date et jusqu'à la Révolution le domaine se maintient dans la famille de Chazerat. Charles-Antoine-Claude de Chazerat ayant émigré, Ligones fut saisi, morcelé en plusieurs parcelles et vendu comme bien national. Le château ayant auparavant fait l'objet d'un arrêté de démolition en 1794, stipulant que le produit de la vente des matériaux serait employé à la construction d'un local destiné aux séances de la société populaire du comité d'instruction publique.
Aujourd'hui rien ne subsiste du domaine de Ligones tel qu'il fut édifié par les Chazerat. Les différents lots qui composèrent autrefois la propriété demeurent des propriétés privées, à l'exception d'une petite partie du parc, baptisé "l'ile", d'une surface de 20 ha, qui est aujourd'hui la propriété de la ville de Lezoux.

## Un autre Marly
Quand Claude de Chazerat (1636-1722) devient propriétaire de la terre de Ligones en 1683, celle-ci comprend, outre d'importants terrains d'exploitation et des bois, un vieux château, dont il ne demeure rien et qui comprenait selon certains documents : trois tours, une cour basse fermée de murailles et des fossés. On ignore combien de temps le nouveau propriétaire s'accommoda de ce château, mais on peut admettre qu'à partir de 1688, époque où, cessant ses fonctions d'ingénieur militaire, il quitte la ville d'Ypres située dans les Provinces-Unies pour se retirer en Auvergne, il réfléchit à l'édification d'un l'ouvrage qui fera de Ligones un lieu remarquable, célébrant la puissance de la famille de Chazerat et enrichissant la province d'une œuvre magnifique. C'est en tous les cas à Ligones, qu'il meurt le 4 février 1722. La récente attribution de l'édifice à Antoine Matthieu Le Carpentier, plaide cependant pour une réalisation plus tardive, au premier tiers du XVIIIe siècle, sous l'autorité du fils de Claude de Chazerat, Antoine-François de Chazerat (1695-1754), premier président de la cour des aides de Clermont.

### La construction du château
Antoine Matthieu Le Carpentier, à qui revint probablement la tâche de dessiner l'architecture du château, reçut indéniablement l'ordre de s'inspirer du château de Marly. Ligones fut un véritable château jardin. Un carré au centre duquel s'élève un grand salon de forme circulaire, embrassant toute la hauteur de l'édifice et coiffé par une coupole.
Chaque façade mesure 33 mètres de long, éclairée par cinq travées de fenêtres, les travées d'angle étant comprise dans des pavillons coiffés de frontons triangulaires dans l'axe Nord/Sud ou circulaires dans l'axe Est/Ouest. Le toit plat à l'italienne est dissimulé par une balustrade en pierre (ce qui était une nouveauté en Auvergne). Enfin la coupole confère un côté grandiose à l'édifice. 
L'édifice est distribué par un niveau de caves, un rez-de-chaussée et un premier étage.
On arrivait à Ligones par une avenue d'environ 1 500 mètres, bordée d'une quadruple rangée de peupliers. L'entrée du parc était fermée par une grille en fer qu'encadraient deux pavillons à deux étages pour le logement des gardes et du concierge. À l'entrée du parc se trouvait une grande pièce d'eau en forme de trèfle, qu'il fallait contourner, par l'un ou l'autre de ses côtés afin de gagner l'entrée de la cour d'honneur, qui était en terrasse et fermée du côté de l'entrée par un portail et une grille en fer. La grille de cette cour d'honneur était ponctuée de deux guérites coiffés de lions en terre cuite.
Deux bâtiments de communs mansardés bordaient la cour d'honneur sur la droite et la gauche. Longs de sept arcades avec avant corps au milieu et profond de trois travées de fenêtres.
La cour d'honneur se terminait par une terrasse de 66 mètres de large sur 16 mètres de profondeur, par laquelle on accédait au château par un perron de sept marches. Sur ses trois autres côtés le château était entouré d'un saut de loup, fossé planté de gazon qui permettait d'éclairer les sous sols. C'est l'ordre ionique qui fut retenu pour la décoration des façades. Des pilastres en légère saillie scandent toutes les façades du château ; seules les trois travées centrales de la façade sur la cour, placées légèrement en retrait, de manière à ménager un péristyle, s'ornaient de six colonnes à chapiteaux corinthiens, couronnées au niveau de la balustrade de toit de vases en pierre sculptée.
La lave de Volvic fut utilisée pour l'édification du château et des communs. Plus tard on trouva probablement la couleur de la lave un peu sévère et les communs furent badigeonnés de blanc, mais le château conserva toujours sa couleur naturelle de lave. D'incessant charrois transportèrent de Volvic à Ligones la pierre d'appareillage, les colonnes, les chapiteaux, les corniches et les balustrades... D'énormes travaux de terrassement furent nécessaires pour établir la plate forme horizontale de la cour d'honneur, le creusement des sept bassins du parc, du grand bassin en trèfle qui se trouvait du côté l'entrée et le creusement du grand canal qui se trouvait à l'autre extrémité de cette perspective, derrière le château, du côté du bois.
On ignore les dates exactes qui encadrèrent la construction des différents bâtiments. On sait en revanche que la décoration intérieure et la décoration du parc qui ne prirent fin qu'en 1785.

### La distribution intérieure
Le château était de plan carré. Au sous sol a demi enterré étaient distribués la chapelle, les cuisines, lingerie, bucher et plusieurs chambres pour la livrée.
Le centre de l'édifice était marqué par un dôme percé de huit œils de bœuf, surmonté d'une lanterne, qui couvrait et éclairait un magnifique salon à l'italienne, qui était très vaste et embrassait toute la hauteur des étages. Ce salon circulaire était en entier en stucs, décoré sur le thème des quatre saisons. Le niveau qui correspondait au premier étage était marqué par une galerie circulaire en encorbellement, supportée par des cariatides. Du grand salon on passait à un salon d'été décoré en peintures de colonnes corinthiennes, avec des vases portant des arbrisseaux et des fleurs entre les colonnes. Le vestibule donnait accès au grand escalier et à la salle à manger qui était peinte en marbres vert et violet. De l'autre côté se trouvait une antichambre et à la suite un salon de compagnie de forme octogonale, orné de glaces et de tapisseries à médaillons avec bouquets et guirlandes de fleurs. Ce salon servait à l'automne.
Le premier étage était divisé en plusieurs appartements. Il était distribué par un corridor qui faisait le tour du grand salon et qui desservait aussi bien la galerie en encorbellement du grand salon qu'il permettait l'accès des appartements. De la manière dont ces appartements étaient distribués on pouvait loger séparément dans ce château vingt à vingt-quatre personnes.

## Les jardins et dépendances

### Parc
Le plan de l'ensemble château est parc nous est parvenu dans le détail grâce à un dessin du XVIIIe siècle conservé à la médiathèque de l'architecture et du patrimoine à Charenton le Pont. Au-delà de la cour d'honneur deux grands parterres de broderies s'étalaient devant les façades est et à ouest du château. Ils étaient accessibles depuis la terrasse située devant le château, au bout de la cour d'honneur.

### L'île et la grotte d'améthystes
Lorsque le parc de Ligones fut achevé en 1785, Charles-Antoine-Claude de Chazerat entreprit la création du Parc de l'Ile, sur un terrain humide non loin de Ligones. Dans une lettre datée de 1786, le régisseur Béqué informe monsieur de Chazerat "qu'il a cru pouvoir accorder de sa propre autorité, aux journaliers travaillant dans les terrains marécageux, une indemnité leur permettant de remplacer leurs pantalons et leurs sabots pourris". Le nouveau parc est à l'anglaise, aux allées sinueuses et aux détours imprévus. Aujourd'hui les allées ont disparu mais l'ile et la pièce d'eau qui l'entoure subsistent. Mais l'attraction qui faisait toute la renommée de ce parc de l'ile, résidait dans le décor intérieur de la grotte à surprise entièrement tapissé de mica et d'améthystes scintillantes. Il suffit pour se convaincre de la préciosité de ce dispositif de relire la description qu'en fit Jacques-Antoine Dulaure en 1784 :

« Le parc de l'Ile était fermé simplement par un fossé afin d'en laisser la vue à tout le monde.
Au centre d'une grande pièce d'eau, se trouve une île, pas très grande mais charmante. Près d'une petite chaumière se trouve une grotte qui à l'extérieur, à la forme d'un monticule recouvert d'arbres et d'un fouillis de plantes décorant des rochers artificiels. De grosses et belles pierres de quartz, de basalte, de granit provenant de diverses régions montagneuses, gisent dispersées sur le sol et forment le cintre de l'entrée de la grotte. L'intérieur de cette grotte était décoré de plaques de mica, d'améthystes ou d'autres pierres brillantes incrustées dans les parois, ce qui donnait la nuit mille éclats éblouissants lors des fêtes nocturnes qui y étaient données. »